# Батальный жанр

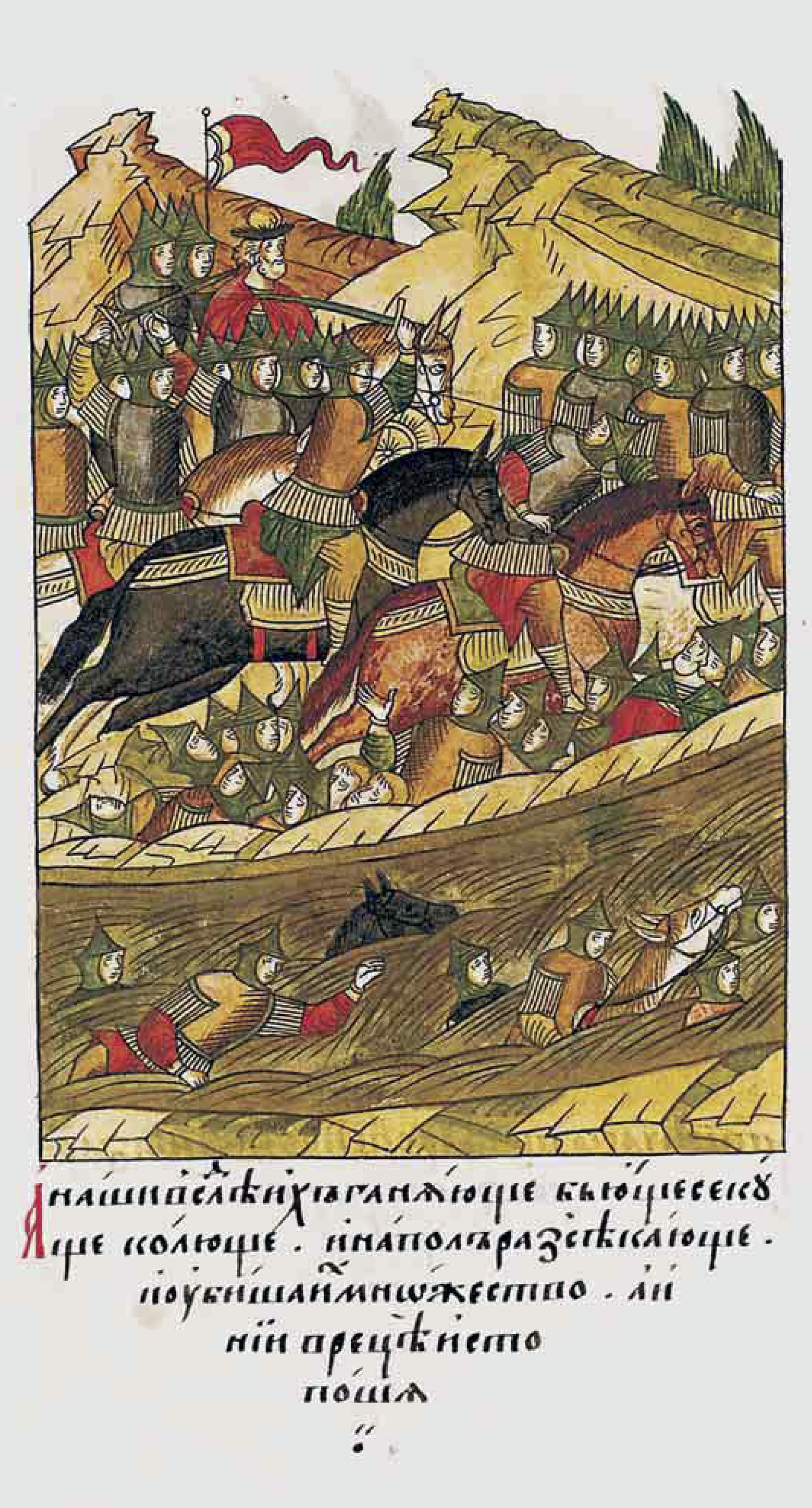
Битва на реке Воже. Вторая половина XVI века.

Бата́льный жанр (от фр. bataille — битва) — жанр изобразительного искусства, посвящённый темам войны и военной жизни. Главное место в батальном жанре занимают сцены сухопутных, морских сражений и военных походов. Художник стремится запечатлеть особо важный или характерный момент битвы, показать героику войны, а часто и раскрыть исторический смысл военных событий, что сближает батальный жанр с историческим. А сцены военного быта (в походах, казармах, лагерях) зачастую связывают его с бытовым жанром.

## История развития жанра
Формирование батального жанра началось в XVI веке, однако изображения битв известны в искусстве с древнейших времен. Рельефы Древнего Востока представляют царя или полководца, истребляющего врагов, осаду городов, шествия воинов. В росписи древнегреческих ваз, на рельефах храмов воспевается воинская доблесть мифических героев. Рельефы на древнеримских триумфальных арках — завоевательные походы и победы императоров. В средние века сражения изображали на коврах и гобеленах, в книжных миниатюрах, иногда на иконах (как сцены героических деяний того или иного святого).
К эпохе Возрождения в Италии относятся первые опыты реалистического изображения битв. Постепенно на смену официальным баталиям приходят изображения реальных военных эпизодов. В России активное развитие батального жанра начинается в XVIII веке — со времени побед Петра I и его полководцев. Русский батальный жанр проникнут особым духом патриотизма, стремится выразить преклонение перед героизмом и мужеством воинов. Эту традицию сохранили и художники-баталисты XX века. В XX веке батальный жанр определяют две традиции. Прославление фашизма и господство идей милитаризма соответственно. В то время многие художники выступали против насилия и войн в открытую. Одним из символов тех событий служила картина П. Пикассо «Герника»  написанная им в 1937 году. Новый подъём батальный жанр пережил в период Великой Отечественной войны и послевоенные годы — в плакатах и «Окнах ТАСС», фронтовой графике, живописи, а позднее и в монументальной скульптуре.

## Известные художники-баталисты
- Зауервейд, Александр Иванович (1782—1844) — русский живописец, профессор батальной живописи.
- Гесс, Петер фон (1792—1871) — немецкий живописец и график.
- Ладюрнер, Адольф Игнатьевич (1798—1855) — русский живописец, профессор Академии художеств.
- Гебенс, Адольф Иванович (1819—1888) — немецкий живописец, работавший в Российской Империи.
- Коссак, Юлиуш (1824—1899) — польский график.
- Виллевальде, Богдан Павлович (1818—1903) — русский живописец, профессор батальной живописи.
- Невиль, Альфонс (1836—1885) — французский живописец.
- Дмитриев-Оренбургский, Николай Дмитриевич (1837—1898) — русский живописец.
- Верещагин, Василий Васильевич (1842—1904) — русский живописец.
- Каразин, Николай Николаевич (1842—1908) — русский живописец, иллюстратор и писатель.
- Рубо, Франц Алексеевич (1856—1928) — русский живописец-панорамист, профессор батальной живописи.
- Коссак, Войцех (1857—1942) — польский живописец.
- Самокиш, Николай Семёнович (1860—1944) — русский живописец, заслуженный деятель искусств РСФСР.
- Зоммер, Рихард-Карл Карлович (1866—1939) — русский живописец и график.
- Мазуровский, Виктор Викентьевич (1859—1944) — русский живописец.
- Владимиров, Иван Алексеевич (1870—1947) — русский живописец и график, заслуженный деятель искусств РСФСР.
- Авилов, Михаил Иванович (1881—1954) — русский живописец и график, народный художник РСФСР.
- Греков, Митрофан Борисович (1882—1934) — русский живописец, основатель студии батальной живописи.
- Френц, Рудольф Рудольфович (1888—1956) — русский живописец, график и педагог, руководитель батальной мастерской ЛИЖСА имени И. Репина (1934—1956).
- Соколов, Анатолий Александрович (1891—1971) — русский живописец.
- Мальцев, Пётр Тарасович (1907—1993) — русский живописец, народный художник СССР.
- Кривоногов, Пётр Александрович (1911—1967) — русский живописец, заслуженный деятель искусств РСФСР.
- Петров, Иван Семёнович (художник) (1924—1990) — художник, график, заслуженный художник Украинской ССР.